# Jörg Roßkopf
Jörg Roßkopf (Dieburg, 22 de Maio de 1969) é um mesa-tenista alemão, campeão europeu (1992) e medalhista de bronze dos Jogos Olímpicos de Atlanta